# 鳥取藩
鳥取藩（日语：／ Tottori han */?）是日本江戶時代的一個藩。位於因幡国及伯耆国（今鳥取縣一帶），藩廳是鳥取城。石高32萬5千石。

## 歷史
自江戶時代起，藩主是池田氏。初時只有6萬石，1615年長幸轉封至松山藩。由池田宗家池田光政管理，石高加增至32萬。1632年備中國岡山藩主池田忠雄逝世，繼承人池田光仲年幼，移封到鳥取藩，石高增至32萬5千石。
藩廳位於因幡國，因此伯耆國委派家老。另外亦在領內的重要的町設置陣屋由家老管治。
幕末時，第十二代藩主慶德是德川慶喜的實弟，所以鳥取藩內部存在著親幕及尊王的微妙立場。藩內兩派的對立愈加激烈，文久3年（1863年）京都本圀寺發生了尊王派藩士殺害親幕派重臣的暗殺事件。隔年禁門之變中，關係密切的長州因戰敗而成為朝敵，因此暫時保持了距離。然而，慶應4年（1868年）的鳥羽伏見之戰及之後的戊辰戰爭中卻加入了新政府軍。1871年因廢藩置縣成為鳥取縣，曾一度成為島根縣的一部份，1881年正式脫離成為鳥取縣。1884年列為華族中的侯爵。

## 歷任藩主
- 池田家 6萬石

1. 池田長吉
2. 池田長幸

- 池田宗家 32萬石

1. 池田光政

- 池田家 32萬5千石

1. 池田光仲
2. 池田綱清
3. 池田吉泰
4. 池田宗泰
5. 池田重寛
6. 池田治道
7. 池田齊邦
8. 池田齊稷
9. 池田齊訓
10. 池田慶行
11. 池田慶榮
12. 池田慶德

## 支藩

### 鹿奴藩
鹿奴藩是鳥取藩的支藩，又稱為鳥取東館新田藩，藩廳在鹿野陣屋。1685年池田仲澄與主家分得新田設立。1868年與鳥取藩合併。
藩主
外樣2万5000石→3万石。
1. 仲澄
2. 仲央
3. 仲庸
4. 澄延
5. 延俊
6. 澄時
7. 仲雅
8. 仲律
9. 仲建
10. 德澄

### 若櫻藩
若櫻藩又稱為鳥取西館新田藩。1700年池田光興之弟清定獲1萬5千石新田。第二代藩主池田定賢被加封5萬石。其中第五代藩主定常在文學界有名。1868年設置藩廳若櫻陣屋。1870年領地返回給鳥取藩。
藩主
1. 清定
2. 定賢
3. 定就
4. 定得
5. 定常
6. 定興
7. 定保
8. 清直
9. 清緝
10. 德定